# Giovanni Corbjons
Giovanni Corbjons (Roma, 1º gennaio 1900 – Roma, 1970) è stato un calciatore e allenatore di calcio italiano, di ruolo terzino.

## Caratteristiche tecniche

### Giocatore
Nel maggio del 1924, la Gazzetta di Puglia lo definisce "ala sinistra perfetta", era inoltre soprannominato "Moschino".

## Carriera

### Giocatore

#### Club
Inizia la sua carriera alla Fortitudo, dove gioca dal 1918 al 1921 in Prima Categoria, quando passa all'Alba Roma, squadra in cui giocherà per cinque stagioni nell'allora massimo campionato italiano. Nel 1926-1927 ritorna alla Fortitudo prima di entrare a far parte della rosa della neonata Roma, squadra formatasi in seguito alla fusione di Fortitudo, Alba e Roman; nella squadra giallorossa ottiene 32 presenze e due reti, prima di passare alla Fiorentina nel 1930, squadra in cui resterà soltanto una stagione, ottenendo 19 presenze e due reti. Giocherà poi con il Catania e con la Pontecorvese, prima di terminare la carriera da calciatore con la Torres.

### Allenatore

#### Club
Consegue il brevetto di allenatore nel 1933; allenando da subito una sua ex squadra, la Torres. Passa poi all'Anconitana nel 1947, mentre nel 1948 allena l'Arsenaltaranto e nel 1950 ritorna all'Anconitana.

## Statistiche

### Presenze e reti nei club
| Stagione         | Squadra          | Campionato       | Campionato | Campionato | Coppe nazionali | Coppe nazionali | Coppe nazionali | Coppe continentali | Coppe continentali | Coppe continentali | Altre coppe | Altre coppe | Altre coppe | Totale | Totale |
| Stagione         | Squadra          | Comp             | Pres       | Reti       | Comp            | Pres            | Reti            | Comp               | Pres               | Reti               | Comp        | Pres        | Reti        | Pres   | Reti   |
| ---------------- | ---------------- | ---------------- | ---------- | ---------- | --------------- | --------------- | --------------- | ------------------ | ------------------ | ------------------ | ----------- | ----------- | ----------- | ------ | ------ |
| 1918-1919        | Fortitudo        | PC               | ?          | ?          | -               | -               | -               | -                  | -                  | -                  | -           | -           | -           | ?      | ?      |
| 1919-1920        | Fortitudo        | PC               | ?          | ?          | -               | -               | -               | -                  | -                  | -                  | -           | -           | -           | ?      | ?      |
| 1920-1921        | Fortitudo        | PC               | ?          | ?          | -               | -               | -               | -                  | -                  | -                  | -           | -           | -           | ?      | ?      |
| 1921-1922        | Alba             | PD               | ?          | ?          | -               | -               | -               | -                  | -                  | -                  | -           | -           | -           | ?      | ?      |
| 1922-1923        | Alba             | PD               | 14         | 9          | -               | -               | -               | -                  | -                  | -                  | -           | -           | -           | 14     | 9      |
| 1923-1924        | Alba             | PD               | 18         | 6          | -               | -               | -               | -                  | -                  | -                  | -           | -           | -           | 18     | 6      |
| 1924-1925        | Alba             | PD               | 18         | 0          | -               | -               | -               | -                  | -                  | -                  | -           | -           | -           | 18     | 0      |
| 1925-1926        | Alba             | PD               | 14         | 0          | -               | -               | -               | -                  | -                  | -                  | -           | -           | -           | 14     | 0      |
| Totale Alba      | Totale Alba      | Totale Alba      | 64+        | 15+        |                 | -               | -               |                    | -                  | -                  |             | -           | -           | 64+    | 15+    |
| 1926-1927        | Fortitudo        | DN               | 18         | 0          | -               | -               | -               | -                  | -                  | -                  | -           | -           | -           | 18     | 0      |
| Totale Fortitudo | Totale Fortitudo | Totale Fortitudo | 18+        | ?          |                 | -               | -               |                    | -                  | -                  |             | -           | -           | 18+    | ?      |
| 1927-1928        | Roma             | DN               | 20         | 1          | CC              | 13              | 1               | -                  | -                  | -                  | -           | -           | -           | 33     | 2      |
| 1928-1929        | Roma             | DN               | 13         | 1          | -               | -               | -               | -                  | -                  | -                  | -           | -           | -           | 13     | 1      |
| 1929-1930        | Roma             | A                | 2          | 0          | -               | -               | -               | -                  | -                  | -                  | -           | -           | -           | 2      | 0      |
| Totale Roma      | Totale Roma      | Totale Roma      | 35         | 2          |                 | 13              | 1               |                    | -                  | -                  |             | -           | -           | 48     | 3      |
| 1930-1931        | Fiorentina       | B                | 19         | 2          | -               | -               | -               | -                  | -                  | -                  | -           | -           | -           | 19     | 2      |
| 1931-1932        | Catania          | B                | 16         | 2          | -               | -               | -               | -                  | -                  | -                  | -           | -           | -           | 16     | 2      |
| 1932-1933        | Pontecorvese     | TD               | ?          | ?          | -               | -               | -               | -                  | -                  | -                  | -           | -           | -           | ?      | ?      |
| 1934-1935        | Torres           | PD               | ?          | ?          | -               | -               | -               | -                  | -                  | -                  | -           | -           | -           | ?      | ?      |
| Totale carriera  | Totale carriera  | Totale carriera  | 152+       | 21+        |                 | 13              | 1               |                    | -                  | -                  |             | -           | -           | 165+   | 22+    |

### Statistiche da allenatore
| Stagione          | Squadra           | Campionato        | Campionato | Campionato | Campionato | Campionato | Coppe nazionali | Coppe nazionali | Coppe nazionali | Coppe nazionali | Coppe nazionali | Coppe continentali | Coppe continentali | Coppe continentali | Coppe continentali | Coppe continentali | Altre coppe | Altre coppe | Altre coppe | Altre coppe | Altre coppe | Totale | Totale | Totale | Totale | % Vittorie |
| Stagione          | Squadra           | Comp              | G          | V          | N          | P          | Comp            | G               | V               | N               | P               | Comp               | G                  | V                  | N                  | P                  | Comp        | G           | V           | N           | P           | G      | V      | N      | P      | %          |
| ----------------- | ----------------- | ----------------- | ---------- | ---------- | ---------- | ---------- | --------------- | --------------- | --------------- | --------------- | --------------- | ------------------ | ------------------ | ------------------ | ------------------ | ------------------ | ----------- | ----------- | ----------- | ----------- | ----------- | ------ | ------ | ------ | ------ | ---------- |
| 1934-1935         | Torres            | PD                | 0          | 0          | 0          | 0          | -               | -               | -               | -               | -               | -                  | -                  | -                  | -                  | -                  | -           | -           | -           | -           | -           | 0      | 0      | 0      | 0      | 0          |
| 1935-1936         | Rodi              | ?                 | ?          | ?          | ?          | ?          | -               | -               | -               | -               | -               | -                  | -                  | -                  | -                  | -                  | -           | -           | -           | -           | -           | ?      | ?      | ?      | ?      | ?          |
| 1947-1948         | Anconitana        | B                 | 34         | 16         | 3          | 15         | -               | -               | -               | -               | -               | -                  | -                  | -                  | -                  | -                  | -           | -           | -           | -           | -           | 34     | 16     | 3      | 15     | 47,06      |
| 1948-1949         | Arsenaltaranto    | B                 | 29         | 11         | 3          | 15         | -               | -               | -               | -               | -               | -                  | -                  | -                  | -                  | -                  | -           | -           | -           | -           | -           | 29     | 11     | 3      | 15     | 37,93      |
| 1950-1951         | Anconitana        | B                 | 33         | 3          | 8          | 22         | -               | -               | -               | -               | -               | -                  | -                  | -                  | -                  | -                  | -           | -           | -           | -           | -           | 33     | 3      | 8      | 22     | 9,09       |
| 1951-1952         | Anconitana        | C                 | 34         | 9          | 11         | 14         | -               | -               | -               | -               | -               | -                  | -                  | -                  | -                  | -                  | -           | -           | -           | -           | -           | 34     | 9      | 11     | 14     | 26,47      |
| Totale Anconitana | Totale Anconitana | Totale Anconitana | 101        | 36         | 17         | 54         |                 | -               | -               | -               | -               |                    | -                  | -                  | -                  | -                  |             | -           | -           | -           | -           | 101    | 36     | 17     | 54     | 35,64      |
| Totale carriera   | Totale carriera   | Totale carriera   | 101+       | 36+        | 17+        | 54+        |                 | -               | -               | -               | -               |                    | -                  | -                  | -                  | -                  |             | -           | -           | -           | -           | 101+   | 36+    | 17+    | 54+    | ?          |

## Palmarès

### Giocatore

#### Club
- Coppa CONI: 1

Roma: 1928
- Campionato italiano di Serie B: 1

Fiorentina: 1930-1931